# Jacqui Abbottová
Jacqui Abbottová, celým jménem Jacqueline Abbottová (nepřechýleně Abbot; * 10. listopadu 1973 St Helens, Lancashire) je britská zpěvačka, která byla po odchodu Briany Corriganové v letech 1994 až 2000 zpěvačkou skupiny The Beautiful South.
Skupina s ní vydala několik Top 10 singlů. Mezi jejich nejúspěšnější hity během jejího působení patřily: „Rotterdam (or Anywhere)“, „Perfect 10“, „Don't Marry Her“ a „Dream a Little Dream of Me“. Objevil ji Paul Heaton, spoluzakladatel skupiny The Beautiful South, poté, co se s ní a jejím přítelem setkal před nočním klubem. Heaton je pozval na večírek, kde Abbotovou její přítel povzbuzoval, aby zazpívala. Heatona její zpěv ohromil a později ji pozval na konkurz, aby nahradila Corriganovou.
Kapelu opustila v roce 2000, a to kvůli nabitému plánu turné, který kolidoval s jejím přáním soustředit se na péči o svého syna, kterému byl právě diagnostikován autismus.
Abbotová se s Paulem Heatonem znovu setkala v červnu 2011, kdy vystoupila v jeho muzikálu The 8th. V roce 2013 nahráli nové album What Have We Become?, které vyšlo 19. května 2014. V roce 2015 následovalo druhé album s názvem Wisdom, Laughter and Lines, na které navazovalo turné z roku 2016. Jejich třetí album, Crooked Calypso, bylo vydáno v červenci 2017, s turné ve stejném roce. V roce 2020 Heaton a Abbottová spolupracovali na albu Manchester Calling.

## Diskografie
- 2014: What Have We Become?
- 2015: Wisdom, Laughter and Lines
- 2017: Crooked Calypso
- 2020: Manchester Calling
- 2022: N.K-Pop